# The No More Tears Demo Sessions

The No More Tears Demo Sessions est un disque promotionnel composé des versions démo des chansons de l'album No More Tears de Ozzy Osbourne.
Le mixage, les paroles et les accords sont différents et les sonorités beaucoup plus calmes. L'image à l'arrière de la pochette est une peinture signée par Ozzy Osbourne. Quelques-unes des démos de cet album sont présentes sur l'album Prince Of Darkness (disque 2).

## Titres
1. I Don't Want to Change the World
2. Mama,I'm Coming Home
3. Desire
4. Time After Time
5. Won't Be Coming Home (S.I.N)
6. Mr.J (Un solo de Zakk Wylde)
7. Ozzy Interview 5/13/1992

N.B: Cet album a été produit à un nombre de copies très limitées. Les copies encore en vente sont rares.